# دلالات بسيطة
الدلالات البسيطة هي منهج يستخدم في علوم الحاسوب لتمثيل المعرفة حول مجال معين، وقد استُخدم في تطبيقات مثل تمثيل معنى جمل اللغة الطبيعية في تطبيقات الذكاء الاصطناعي. في إطار عام، استُخدم المصطلح للإشارة إلى استخدام مخزن محدود من المعرفة المفهومة بشكل عام حول مجال معين في العالم، وطُبّق على مجالات مثل التصميم القائم على المعرفة لمخططات البيانات.
في فهم اللغة الطبيعية تتضمن الدلالات البسيطة استخدام النظرية المعجمية التي تربط معنى كل كلمة بنظرية بسيطة (أو مجموعة من التأكيدات) حول الأشياء أو الأحداث المرجعية. وبهذا المعنى، فإن النظرية الدلالات البسيطة تقوم على لغة معينة، وتركيبها ومعانيها اللفظية. على سبيل المثال، قد ترتبط كلمة «ماء» وتأكيد الماء (X) بالمسندات الثلاثة الواضح (X)، والسائل (X)، والمذاق (X).